# Sąd Konstytucyjny (Łotwa)
Sąd Konstytucyjny (łot. Satversmes tiesa) – sąd konstytucyjny na Łotwie. Rozpatruje sprawy z zakresu zgodności ustaw i innych przepisów prawnych z konstytucją, a także pozostałe sprawy przypisane mu w ramach obowiązków określonych w Konstytucji Republiki Łotewskiej i w ustawie o Sądzie Konstytucyjnym.
Na mocy art. 16 ustawy o Sądzie Konstytucyjnym bada on sprawy dotyczące:
- zgodności ustaw z konstytucją;
- zgodności z konstytucją umów międzynarodowych podpisanych bądź zawartych przez Łotwę (również do czasu zatwierdzenia takich umów przez parlament (Saeima));
- zgodności innych aktów prawnych lub części tych aktów z przepisami prawnymi (aktami prawnymi) wyższej rangi prawnej;
- zgodności z prawem pozostałych aktów (oprócz aktów administracyjnych) wydanych przez parlament (Saeima), rząd, prezydenta, przewodniczącego parlamentu (Saeima) i premiera;
- zgodności z prawem wszelkich zarządzeń, którymi minister działający z upoważnienia rządu zawiesił decyzję podjętą przez władze lokalne (radę);
- zgodności prawodawstwa krajowego Łotwy ze wszelkimi umowami międzynarodowymi zawartymi przez Łotwę, które nie są sprzeczne z konstytucją.

Sąd Konstytucyjny nie jest uprawniony do wszczynania spraw z własnej inicjatywy; rozpatruje sprawy jedynie na wniosek osób określonych w prawie.
Obecnie przepisy prawa stanowią, że sprawy do Trybunału Konstytucyjnego może wnosić prezydent, parlament, grupa co najmniej dwudziestu posłów, rząd, prokurator generalny, Państwowy Urząd Kontroli, Łotewski Krajowy Urząd Praw Człowieka i władze lokalne (rady); wnioski mogą również kierować sądy właściwości ogólnej w sprawach cywilnych, karnych i administracyjnych, sędziowie wydziałów ksiąg wieczystych odpowiedzialni za rejestrację w księgach wieczystych nieruchomości i praw związanych z nieruchomościami, a także wszelkie osoby fizyczne i prawne, których prawa podstawowe zapisane w konstytucji zostały naruszone.
Sprawy związane ze zgodnością z konstytucją ustaw i rozporządzeń rządowych rozpatrywane są przez Sąd Konstytucyjny przy pełnym kworum sędziowskim.
Wszystkie pozostałe sprawy rozpatrywane są przez izby złożone z trzech sędziów, chyba że określono inaczej w decyzji Sądu Konstytucyjnego.
Wyroki Sądu Konstytucyjnego są ostateczne. Stają się prawomocne po ich ogłoszeniu i są wiążące dla wszystkich organów władz państwowych i lokalnych, władz i urzędników, w tym dla sądów, jak również dla osób fizycznych i prawnych.
Wszelkie przepisy prawne, które Trybunał uzna za niezgodne z przepisami prawnymi wyższej rangi, uznaje się za nieważne od dnia, w którym opublikowano wyrok Sądu Konstytucyjnego, chyba że Sąd Konstytucyjny postanowi inaczej. W sytuacji, gdy Sąd Konstytucyjny stwierdzi, że umowa międzynarodowa podpisana bądź zawarta przez Łotwę jest niezgodna z konstytucją, rząd musi bezzwłocznie sporządzić projekt poprawek do rzeczonej umowy, wypowiedzieć umowę, zawiesić jej stosowanie lub unieważnić przystąpienie do umowy.
Zgodnie z ustawą o Sądzie Konstytucyjnym regulamin Sądu Konstytucyjnego określa jego strukturę, organizację pracy, procedury prawne i odpowiedzialność dyscyplinarną sędziów.